# Olaf Pollack
Olaf Pollack (Räckelwitz, Saxònia, 20 de setembre de 1973) és un ciclista alemany, ja retirat, professional des del 1997 al 2009. Va combinar el ciclisme en pista amb la carretera.
Els seus majors èxits els va aconseguir en la pista, on va aconseguir una medalla d'or en la prova de Persecució per equips dels Jocs Olímpics de Sydney del 2000, encara que només va participar en les rondes classificatòries. També va guanyar dues medalles als Campionats del món de Madison.
En carretera destaquen diverses etapes en curses d'una setmana, com ara la Volta a Alemanya, la Volta a Dinamarca o la Volta a Califòrnia.
L'agost de 2009 va posar punt-i-final a la seva carrera esportiva per un problema als ulls, però un mes després es va saber que havia estat suspès després d'haver donar positiu per dopatge.

## Palmarès en ruta
- 1996
  - Vencedor d'una etapa de la Volta a Eslovènia
  - Vencedor d'una etapa de la Volta a Tarragona
  - Vencedor d'una etapa de la Volta a Navarra
- 1997
  - Vencedor d'una etapa de la Volta a la Baixa Saxònia
- 1998
  - Vencedor de 2 etapes de l'Olympia's Tour
  - Vencedor de 2 etapes de la Volta a Eslovènia
- 1999
  - Vencedor d'una etapa de la Volta a la Baixa Saxònia
  - Vencedor d'una etapa de la Cursa de la Pau
  - Vencedor d'una etapa de la Volta a Xile
- 2000
  - Vencedor de 2 etapes de la Rapport Toer
  - Vencedor de 2 etapes de la Volta a la Baixa Saxònia
  - Vencedor d'una etapa del Tour de Tasmània
- 2001
  - 1r a la Volta a Nuremberg
- 2002
  - 1r a la Volta a la Baixa Saxònia i vencedor de 2 etapes
  - 1r a la Groninguen-Münster
  - Vencedor de 3 etapes de la Cursa de la Pau
  - Vencedor d'una etapa de la Volta a Dinamarca
  - Vencedor d'una etapa de la Volta a Hessen
- 2003
  - Vencedor d'una etapa de la Volta a la Baixa Saxònia
  - Vencedor d'una etapa de la Volta a Alemanya
- 2004
  - Vencedor d'una etapa de la Volta a Saxònia
- 2006
  - Vencedor de 2 etapes de la Volta a Califòrnia
  - Vencedor d'una etapa de la Volta a Dinamarca
- 2007
  - Vencedor d'una etapa del Critèrium Internacional
- 2008
  - Vencedor d'una etapa de la Volta a Baviera

### Resultats al Tour de França
- 2003. Abandona (7a etapa)

### Resultats al Giro d'Itàlia
- 2004. 112è de la classificació general
- 2005. Abandona (14a etapa)
- 2006. 132è de la classificació general

## Palmarès en pista
- 1998
  - Campió d'Europa en Òmnium Endurance
- 2000
  -  Medalla d'or als Jocs Olímpics de Sydney en Persecució per equips (amb Daniel Becke, Jens Lehmann, Robert Bartko i Guido Fulst)
  -  Campió d'Alemanya en Madison (amb Andreas Beikirch)
- 2009
  -  Campió d'Alemanya en Puntuació
  -  Campió d'Alemanya en Madison (amb Roger Kluge)

### Resultats a laCopa del Món
- 2008-2009
  - 1r a Manchester, en Madison